# Temporada 2023 de F1 Academy
La temporada 2023 de F1 Academy fue la temporada inaugural de dicha competición. Estuvo conformada por siete rondas disputadas en Europa y Estados Unidos entre abril y octubre.

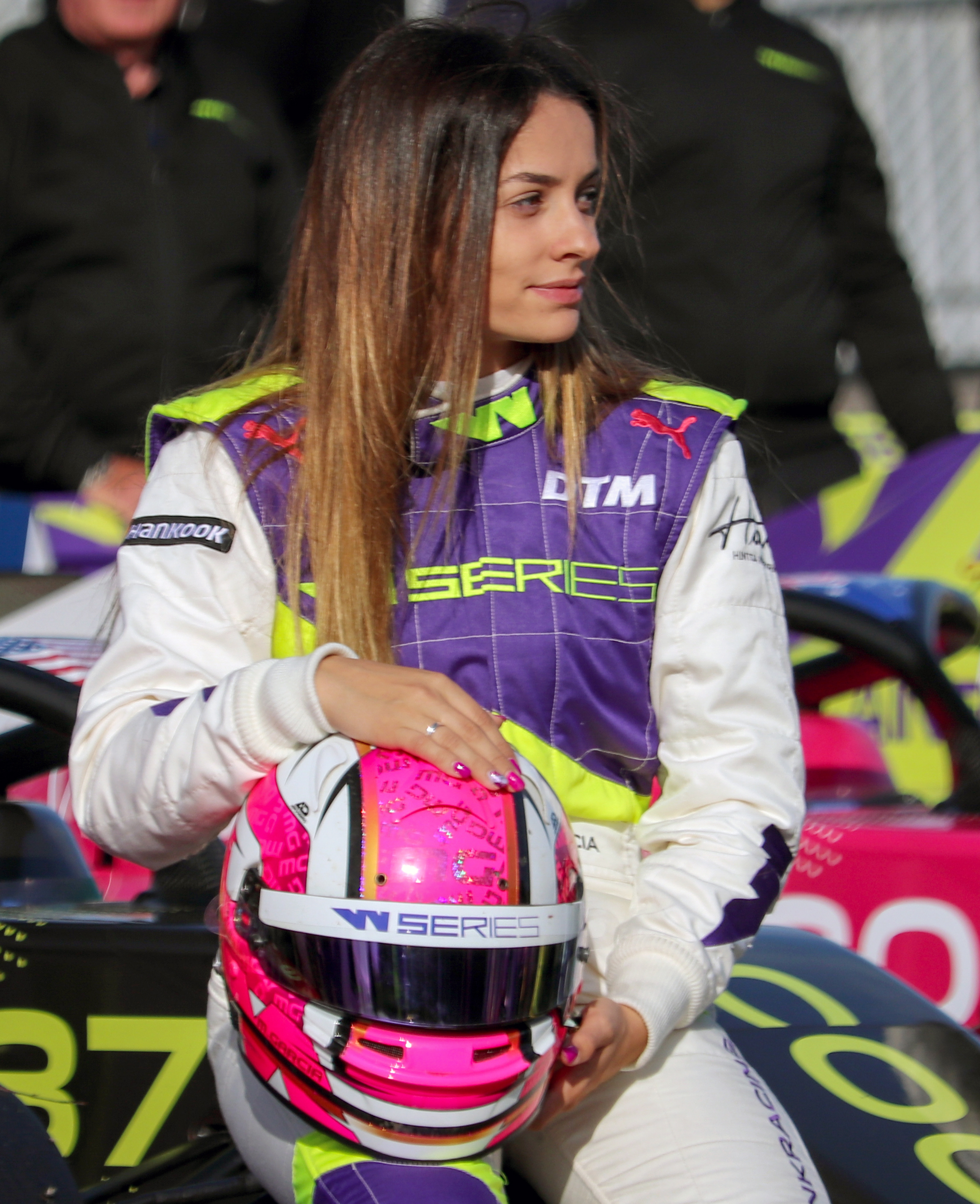
Marta García fue la campeona de la edición inaugural de la F1 Academy.

## Escuderías y pilotos
| Escudería                              | N.º | Piloto            | Rondas |
| -------------------------------------- | --- | ----------------- | ------ |
| Campos Racing Mercantile Campos Racing | 1   | Nerea Martí       | Todas  |
| Campos Racing Mercantile Campos Racing | 2   | Lola Lovinfosse   | Todas  |
| Campos Racing Mercantile Campos Racing | 3   | Maite Cáceres     | Todas  |
| MP Motorsport                          | 4   | Hamda Al Qubaisi  | Todas  |
| MP Motorsport                          | 5   | Emely de Heus     | Todas  |
| MP Motorsport                          | 6   | Amna Al Qubaisi   | Todas  |
| ART Grand Prix                         | 7   | Léna Bühler       | Todas  |
| ART Grand Prix                         | 8   | Carrie Schreiner  | Todas  |
| ART Grand Prix                         | 9   | Chloe Grant       | Todas  |
| Rodin Carlin                           | 10  | Abbi Pulling      | Todas  |
| Rodin Carlin                           | 11  | Jessica Edgar     | Todas  |
| Rodin Carlin                           | 12  | Megan Gilkes      | Todas  |
| Prema Racing                           | 14  | Chloe Chong       | Todas  |
| Prema Racing                           | 15  | Marta García      | Todas  |
| Prema Racing                           | 16  | Bianca Bustamante | Todas  |
| Fuentes:                               |     |                   |        |

## Calendario
| Ronda    | Ronda | Circuito                                 | Fecha         |
| -------- | ----- | ---------------------------------------- | ------------- |
| 1        | C1    | Red Bull Ring, Spielberg                 | 28 de abril   |
| 1        | C2    | Red Bull Ring, Spielberg                 | 28 de abril   |
| 1        | C3    | Red Bull Ring, Spielberg                 | 29 de abril   |
| 2        | C1    | Circuito Ricardo Tormo, Cheste           | 6 de mayo     |
| 2        | C2    | Circuito Ricardo Tormo, Cheste           | 6 de mayo     |
| 2        | C3    | Circuito Ricardo Tormo, Cheste           | 7 de mayo     |
| 3        | C1    | Circuito de Barcelona-Cataluña, Montmeló | 20 de mayo    |
| 3        | C2    | Circuito de Barcelona-Cataluña, Montmeló | 20 de mayo    |
| 3        | C3    | Circuito de Barcelona-Cataluña, Montmeló | 21 de mayo    |
| 4        | C1    | Circuito de Zandvoort, Zandvoort         | 24 de junio   |
| 4        | C2    | Circuito de Zandvoort, Zandvoort         | 24 de junio   |
| 4        | C3    | Circuito de Zandvoort, Zandvoort         | 25 de junio   |
| 5        | C1    | Autodromo Nazionale di Monza, Monza      | 8 de julio    |
| 5        | C2    | Autodromo Nazionale di Monza, Monza      | 8 de julio    |
| 5        | C3    | Autodromo Nazionale di Monza, Monza      | 9 de julio    |
| 6        | C1    | Circuito Paul Ricard, Le Castellet       | 29 de julio   |
| 6        | C2    | Circuito Paul Ricard, Le Castellet       | 29 de julio   |
| 6        | C3    | Circuito Paul Ricard, Le Castellet       | 30 de julio   |
| 7        | C1    | Circuito de las Américas, Austin         | 21 de octubre |
| 7        | C2    | Circuito de las Américas, Austin         | 21 de octubre |
| 7        | C3    | Circuito de las Américas, Austin         | 22 de octubre |
| Fuentes: |       |                                          |               |

## Resultados
| Ronda   | Ronda | Ronda        | Pole Position    | Vuelta rápida    | Piloto ganadora   | Escudería ganadora       |
| ------- | ----- | ------------ | ---------------- | ---------------- | ----------------- | ------------------------ |
| 1       | C1    | Spielberg    | Marta García     | Marta García     | Marta García      | Prema Racing             |
| 1       | C2    | Spielberg    |                  | Amna Al Qubaisi  | Amna Al Qubaisi   | MP Motorsport            |
| 1       | C3    | Spielberg    | Marta García     | Abbi Pulling     | Marta García      | Prema Racing             |
| 2       | C1    | Valencia     | Nerea Martí      | Nerea Martí      | Hamda Al Qubaisi  | MP Motorsport            |
| 2       | C2    | Valencia     |                  | Hamda Al Qubaisi | Bianca Bustamante | Prema Racing             |
| 2       | C3    | Valencia     | Marta García     | Nerea Martí      | Marta García      | Prema Racing             |
| 3       | C1    | Barcelona    | Emely de Heus    | Léna Bühler      | Emely de Heus     | MP Motorsport            |
| 3       | C2    | Barcelona    |                  | Amna Al Qubaisi  | Amna Al Qubaisi   | MP Motorsport            |
| 3       | C3    | Barcelona    | Léna Bühler      | Hamda Al Qubaisi | Léna Bühler       | ART Grand Prix           |
| 4       | C1    | Zandvoort    | Hamda Al Qubaisi | Hamda Al Qubaisi | Hamda Al Qubaisi  | MP Motorsport            |
| 4       | C2    | Zandvoort    |                  | Abbi Pulling     | Carrie Schreiner  | ART Grand Prix           |
| 4       | C3    | Zandvoort    | Hamda Al Qubaisi | Hamda Al Qubaisi | Hamda Al Qubaisi  | MP Motorsport            |
| 5       | C1    | Monza        | Marta García     | Hamda Al Qubaisi | Marta García      | Prema Racing             |
| 5       | C2    | Monza        |                  | Abbi Pulling     | Léna Bühler       | ART Grand Prix           |
| 5       | C3    | Monza        | Abbi Pulling     | Marta García     | Bianca Bustamante | Prema Racing             |
| 6       | C1    | Le Castellet | Abbi Pulling     | Nerea Martí      | Nerea Martí       | Mercantile Campos Racing |
| 6       | C2    | Le Castellet |                  | Marta García     | Marta García      | Prema Racing             |
| 6       | C3    | Le Castellet | Léna Bühler      | Marta García     | Marta García      | Prema Racing             |
| 7       | C1    | Austin       | Marta García     | Marta García     | Marta García      | Prema Racing             |
| 7       | C2    | Austin       |                  | Abbi Pulling     | Hamda Al Qubaisi  | MP Motorsport            |
| 7       | C3    | Austin       | Jessica Edgar    | Jessica Edgar    | Jessica Edgar     | Rodin Carlin             |
| Fuente: |       |              |                  |                  |                   |                          |

## Clasificaciones

### Puntuaciones
| Carreras   | Posiciones | Posiciones | Posiciones | Posiciones | Posiciones | Posiciones | Posiciones | Posiciones | Posiciones | Posiciones | Posiciones | Posiciones |
| ---------- | ---------- | ---------- | ---------- | ---------- | ---------- | ---------- | ---------- | ---------- | ---------- | ---------- | ---------- | ---------- |
| Carreras   | 1.º        | 2.º        | 3.º        | 4.º        | 5.º        | 6.º        | 7.º        | 8.º        | 9.º        | 10.º       | Pole       | VR         |
| 30 minutos | 25         | 18         | 15         | 12         | 10         | 8          | 6          | 4          | 2          | 1          | 2          | 1          |
| 20 minutos | 10         | 8          | 6          | 5          | 4          | 3          | 2          | 1          |            |            |            | 1          |

### Campeonato de Pilotos
| Pos. | Piloto            | SPI | SPI | SPI | VAL | VAL | VAL | BAR | BAR | BAR | ZAN | ZAN | ZAN | MNZ | MNZ | MNZ | LEC | LEC | LEC | AUS | AUS | AUS | Puntos |
| ---- | ----------------- | --- | --- | --- | --- | --- | --- | --- | --- | --- | --- | --- | --- | --- | --- | --- | --- | --- | --- | --- | --- | --- | ------ |
| 1    | Marta García      | 1   | 7   | 1   | 6   | 5   | 1   | 3   | 2   | 3   | Ret | 2   | 4   | 1   | 6   | 5   | 6   | 1   | 1   | 1   | Ret | 3   | 278    |
| 2    | Léna Bühler       | Ret | 2   | 6   | 3   | 2   | 4   | Ret | 4   | 1   | 2   | 3   | 3   | 2   | 1   | 10  | 4   | 2   | 2   | 3   | 2   | 4   | 222    |
| 3    | Hamda Al Qubaisi  | 7   | 5   | 2   | 1   | 3   | 5   | Ret | 5   | 2   | 1   | 9   | 1   | 8   | 10  | Ret | 5   | 4   | 5   | 6   | 1   | 5   | 207    |
| 4    | Nerea Martí       | DSQ | 4   | 5   | 2   | NC  | 2   | 6   | 6   | 7   | 3   | 6   | 6   | 7   | 11  | 3   | 1   | 5   | 4   | 9   | 5   | 2   | 181    |
| 5    | Abbi Pulling      | 4   | 8   | 4   | 11  | 12  | 3   | 2   | 3   | 4   | 7   | 10  | Ret | 4   | 3   | 2   | 2   | 7   | DSQ | 2   | 4   | 6   | 177    |
| 6    | Amna Al Qubaisi   | 8   | 1   | 3   | 7   | 4   | 6   | 5   | 1   | 9   | 8   | Ret | 9   | 9   | 7   | 4   | 7   | 3   | 7   | 8   | 14  | 10  | 117    |
| 7    | Bianca Bustamante | 2   | 9   | NC  | 5   | 1   | 7   | 4   | 14† | 10  | 10  | 8   | 5   | Ret | 2   | 1   | 13  | 10  | 14  | 4   | 7   | 13  | 116    |
| 8    | Jessica Edgar     | 3   | 11  | 8   | 9   | 9   | 9   | 10  | 12  | 14  | 4   | 4   | 12  | 3   | 5   | 8   | 15  | 8   | 6   | 5   | 3   | 1   | 112    |
| 9    | Emely de Heus     | Ret | 6   | 12  | 14  | Ret | 10  | 1   | 8   | 6   | 5   | 5   | 2   | 6   | 12† | 9   | 14  | 9   | 12  | Ret | 10  | 7   | 87     |
| 10   | Lola Lovinfosse   | 9   | 3   | 13  | 10  | 8   | Ret | 8   | 9   | 5   | 9   | 11  | Ret | 10  | 13† | 7   | 3   | Ret | 3   | 10  | 8   | 15  | 65     |
| 11   | Carrie Schreiner  | Ret | 10  | 7   | 12  | 11  | 8   | 9   | 10  | 13  | 6   | 1   | 8   | Ret | 4   | 6   | 9   | 6   | 8   | 11  | 11  | 14  | 56     |
| 12   | Chloe Grant       | 10  | Ret | 9   | 4   | 7   | 11  | 7   | 7   | 11  | 12  | 12  | 7   | Ret | WD  | WD  | 10  | 11  | 13  | Ret | 9   | 9   | 34     |
| 13   | Megan Gilkes      | 5   | 12  | 10  | 8   | 13  | 13† | 11  | 11  | 8   | 11  | 7   | Ret | 5   | Ret | Ret | 11  | 13  | 9   | 12  | 13  | 11  | 31     |
| 14   | Chloe Chong       | 6   | 14  | 11  | Ret | 6   | 14† | 12  | 15† | 15  | 13  | 14  | 11  | 11  | 9   | 12† | 12  | 14  | 10  | 7   | 6   | 8   | 25     |
| 15   | Maite Cáceres     | 11  | 13  | 14  | 13  | 10  | 12  | 13  | 13  | 12  | 14  | 13  | 10  | 12  | 8   | 11† | 8   | 12  | 11  | Ret | 12  | 12  | 6      |
| Pos. | Piloto            | SPI | SPI | SPI | VAL | VAL | VAL | BAR | BAR | BAR | ZAN | ZAN | ZAN | MNZ | MNZ | MNZ | LEC | LEC | LEC | AUS | AUS | AUS | Puntos |

| Color     | Resultado                                                               |
| --------- | ----------------------------------------------------------------------- |
| Oro       | Ganador                                                                 |
| Plata     | 2.ª plaza                                                               |
| Bronce    | 3.ª plaza                                                               |
| Verde     | Finalizó en los puntos                                                  |
| Azul      | Finalizó sin puntos                                                     |
| Azul      | NC - No clasificado                                                     |
| Violeta   | Ret - No terminó (Carrera)                                              |
| Rojo      | DNQ - No se clasificó                                                   |
| Negro     | DSQ - Descalificado                                                     |
| Blanco    | DNS - No empezó (carrera)                                               |
| Blanco    | WD - Retirado (fin de semana)                                           |
| Blanco    | C - Carrera cancelada                                                   |
| Sin color | DNP - Inscrito pero no participó                                        |
| Sin color | INJ - Lesionado                                                         |
| Sin color | EX - Excluido                                                           |
| Estado    | Resultado                                                               |
| Negrita   | Pole position                                                           |
| Cursiva   | Vuelta rápida                                                           |
| †         | Abandona, pero clasifica al completar el porcentaje requerido para ello |

### Campeonato de Escuderías
| Pos. | Escudería                              | SPI | SPI | SPI | VAL | VAL | VAL | BAR | BAR | BAR | ZAN | ZAN | ZAN | MNZ | MNZ | MNZ | LEC | LEC | LEC | AUS | AUS | AUS | Puntos |
| ---- | -------------------------------------- | --- | --- | --- | --- | --- | --- | --- | --- | --- | --- | --- | --- | --- | --- | --- | --- | --- | --- | --- | --- | --- | ------ |
| 1    | Prema Racing                           | 1   | 7   | 1   | 5   | 1   | 1   | 3   | 2   | 3   | 10  | 2   | 4   | 1   | 2   | 1   | 6   | 1   | 1   | 1   | 6   | 3   | 421    |
| 1    | Prema Racing                           | 2   | 9   | 11  | 6   | 5   | 7   | 4   | 14† | 10  | 13  | 8   | 6   | 11  | 6   | 5   | 12  | 10  | 10  | 5   | 7   | 8   | 421    |
| 1    | Prema Racing                           | 6   | 14  | NC  | Ret | 6   | 14† | 12  | 15† | 15  | Ret | 14  | 11  | Ret | 9   | 12† | 13  | 14  | 14  | 8   | Ret | 13  | 421    |
| 2    | MP Motorsport                          | 7   | 1   | 2   | 1   | 3   | 5   | 1   | 1   | 2   | 1   | 5   | 1   | 6   | 7   | 4   | 5   | 3   | 5   | 7   | 1   | 5   | 411    |
| 2    | MP Motorsport                          | 8   | 5   | 3   | 7   | 4   | 6   | 5   | 5   | 6   | 5   | 9   | 2   | 8   | 10  | 9   | 7   | 4   | 7   | 9   | 10  | 7   | 411    |
| 2    | MP Motorsport                          | Ret | 6   | 12  | 14  | Ret | 10  | Ret | 8   | 9   | 8   | Ret | 9   | 9   | 12† | Ret | 14  | 9   | 12  | Ret | 14  | 10  | 411    |
| 3    | Rodin Carlin                           | 3   | 8   | 4   | 8   | 9   | 3   | 2   | 3   | 4   | 4   | 4   | 12  | 3   | 3   | 2   | 2   | 7   | 6   | 2   | 3   | 1   | 325    |
| 3    | Rodin Carlin                           | 4   | 11  | 8   | 9   | 12  | 9   | 10  | 11  | 8   | 7   | 7   | Ret | 4   | 5   | 8   | 11  | 8   | 9   | 6   | 4   | 6   | 325    |
| 3    | Rodin Carlin                           | 5   | 12  | 10  | 11  | 13  | 13† | 11  | 12  | 14  | 11  | 10  | Ret | 5   | Ret | Ret | 15  | 13  | DSQ | 12  | 13  | 11  | 325    |
| 4    | ART Grand Prix                         | 10  | 2   | 6   | 3   | 2   | 4   | 7   | 4   | 1   | 2   | 1   | 3   | 2   | 1   | 6   | 4   | 2   | 2   | 3   | 2   | 4   | 316    |
| 4    | ART Grand Prix                         | Ret | 10  | 7   | 4   | 7   | 8   | 9   | 7   | 11  | 6   | 3   | 7   | Ret | 4   | 10  | 9   | 6   | 8   | 11  | 9   | 9   | 316    |
| 4    | ART Grand Prix                         | Ret | Ret | 9   | 12  | 11  | 11  | Ret | 10  | 13  | 12  | 12  | 8   | Ret | WD  | WD  | 10  | 11  | 13  | Ret | 11  | 14  | 316    |
| 5    | Campos Racing Mercantile Campos Racing | 9   | 3   | 5   | 2   | 8   | 2   | 6   | 6   | 5   | 3   | 6   | 5   | 7   | 8   | 3   | 1   | 5   | 3   | 4   | 5   | 2   | 263    |
| 5    | Campos Racing Mercantile Campos Racing | 11  | 4   | 13  | 10  | 10  | 12  | 8   | 9   | 7   | 9   | 11  | 10  | 10  | 11  | 7   | 3   | 12  | 4   | 10  | 8   | 12  | 263    |
| 5    | Campos Racing Mercantile Campos Racing | DSQ | 13  | 14  | 13  | NC  | Ret | 13  | 13  | 12  | 14  | 13  | Ret | 12  | 13† | 11† | 8   | Ret | 11  | Ret | 12  | 15  | 263    |
| Pos. | Escudería                              | SPI | SPI | SPI | VAL | VAL | VAL | BAR | BAR | BAR | ZAN | ZAN | ZAN | MNZ | MNZ | MNZ | LEC | LEC | LEC | AUS | AUS | AUS | Puntos |

| Color     | Resultado                                                               |
| --------- | ----------------------------------------------------------------------- |
| Oro       | Ganador                                                                 |
| Plata     | 2.ª plaza                                                               |
| Bronce    | 3.ª plaza                                                               |
| Verde     | Finalizó en los puntos                                                  |
| Azul      | Finalizó sin puntos                                                     |
| Azul      | NC - No clasificado                                                     |
| Violeta   | Ret - No terminó (Carrera)                                              |
| Rojo      | DNQ - No se clasificó                                                   |
| Negro     | DSQ - Descalificado                                                     |
| Blanco    | DNS - No empezó (carrera)                                               |
| Blanco    | WD - Retirado (fin de semana)                                           |
| Blanco    | C - Carrera cancelada                                                   |
| Sin color | DNP - Inscrito pero no participó                                        |
| Sin color | INJ - Lesionado                                                         |
| Sin color | EX - Excluido                                                           |
| Estado    | Resultado                                                               |
| Negrita   | Pole position                                                           |
| Cursiva   | Vuelta rápida                                                           |
| †         | Abandona, pero clasifica al completar el porcentaje requerido para ello |